# Berberismo

La bandiera berbera creata da Mohand-Aârav Bessaoud e adottata dall'Accademia berbera nel 1970

Il berberismo è un movimento culturale e politico sviluppatosi principalmente in Algeria e Marocco, volto alla preservazione e alla valorizzazione dell'identità berbera. Le radici del movimento trovano origine nell'ambito della colonizzazione francese del Nordafrica, quando una serie di antropologi ed etnologi europei svilupparono gli studi sulla cultura, sulla storia e sulla lingua berbera. La coscienza identitaria berbera cominciò a diffondersi nella prima metà del XX secolo tra i giovani cabili del movimento nazionalista algerino, i quali furono tuttavia emarginati dai dirigenti di lingua araba. Forti contributi alla riscoperta dell'identità berbera furono dati da alcune associazioni attive in Francia, la principale delle quali fu l'Accademia berbera.
Il berberismo si diffuse nel corso degli anni 1970 in Cabilia, dove nel 1980 scoppiò la primavera berbera. Nel corso dei decenni seguenti un forte interesse per il berberismo si sviluppò in Marocco, dove nacquero centinaia di associazioni culturali berbere. A partire dagli anni 1990 i governi di Marocco e Algeria decisero di venire incontro alle rivendicazioni berberiste, intraprendendo iniziative che introdussero parzialmente la lingua berbera in campo educativo. La primavera araba vide una ripresa delle istanze berberiste all'interno delle proteste di piazza. Il berbero venne riconosciuto come lingua ufficiale in Marocco nel 2011 e in Algeria nel 2016.

## Storia

### La colonizzazione francese

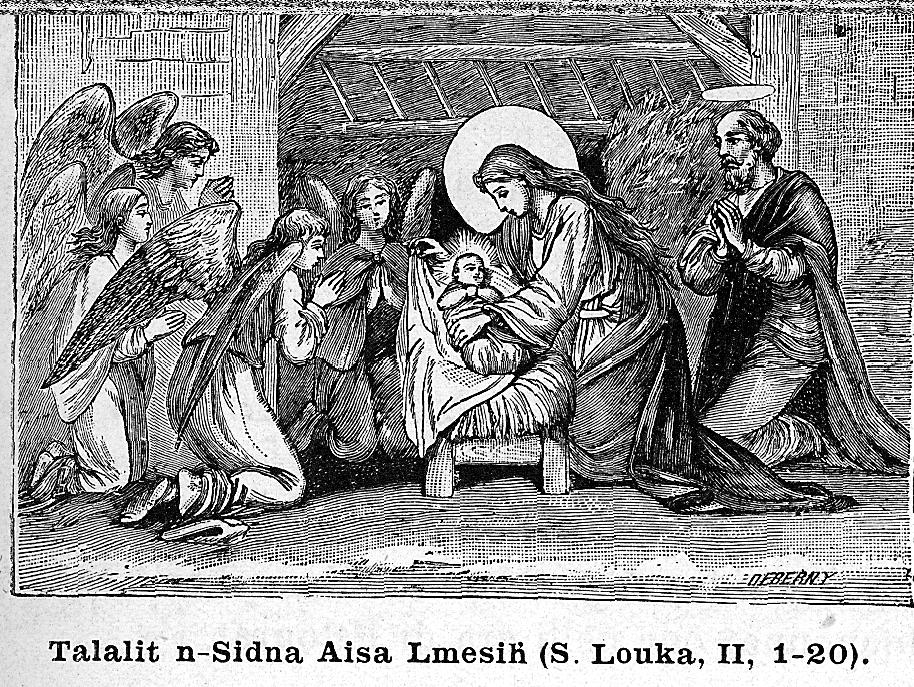
La nascita di Gesù in un catechismo in lingua berbera, 1920

Storicamente, la comune religione islamica del Maghreb ha prevenuto polarizzazioni o conflitti etnici tra le componenti arabe e quelle berbere; le popolazioni rurali maghrebine si riconoscevano in primo luogo nell'identità tribale, anziché in quella etnica. Le prime affermazioni e politicizzazioni dell'identità berbera avvennero in occasione dell'occupazione francese, quando le autorità coloniali promossero la nascita di una coscienza identitaria etnica e culturale berbera. Una serie di intellettuali europei approfondirono gli studi sulla storia e sulla cultura berbera, tra cui il colonnello Adolphe Hanoteau, che raccolse decine di poesie e canzoni della Cabilia; venne poi riscoperta la figura di Kahina, regina berbera che si oppose alla conquista araba del Nordafrica e che venne paragonata a Giovanna d'Arco.
La forte influenza del razzismo scientifico favorì l'elaborazione di una teoria secondo cui i berberi sarebbero stati un popolo di origine europea, razzialmente superiore agli arabi e costretto a convertirsi all'islam contro la propria volontà, teoria identificata come "Mito berbero". Il cardinale Lavigerie fondò i Padri Bianchi, società volta a convertire i berberi cabili al cristianesimo; la missione evangelizzatrice non ebbe tuttavia successo, dal momento che il numero dei cabili convertiti fu molto ridotto, anche se maggiore che nel resto dell'Algeria. Un maggiore successo in Cabilia lo conobbero la diffusione del francese come seconda lingua e la nascita di una classe media occidentalizzata. L'attenzione nei confronti dell'identità berbera si diffuse tra vasti settori dell'amministrazione coloniale, che nel Marocco francese nel 1930 propose il dahir berbero, volto a istituzionalizzare nelle regioni berbere il locale diritto tribale al posto di quello sciaraitico; la proposta provocò una forte reazione da parte dei nazionalisti marocchini, i quali denunciarono il progetto come una manovra di divide et impera tra berberi e arabi.
La politica di condiscendenza delle autorità coloniali nei confronti dell'identità berbera non spinse le comunità berbere ad appoggiare il dominio coloniale, dal momento che le rivolte anticoloniali trovarono un vasto appoggio nelle regioni berbere, fin dall'epoca della conquista francese dell'Algeria e del Marocco e della guerra del Rif e successivamente negli anni 1950, in seno ai movimenti nazionalisti algerini e marocchini.

### La crisi berberista in Algeria
All'interno dei movimenti nazionalisti algerini cominciò a emergere a partire dagli anni 1940 una nuova generazione di giovani intellettuali originari delle regioni rurali della Cabilia e sensibili verso la valorizzazione dell'identità berbera; tra questi si distinsero in particolare Hocine Aït Ahmed, Ali Laïmèche, Amar Ould Hamouda e Rachid Ali Yahia. Molti di questi erano studenti di classe media formati in scuole francesi. Nel 1934 Mohand Amokrane Khelifati compose un alfabeto berbero e nel 1945 il militante Mohand Idir Ait Amrane compose il canto Ekkr a mmi-s Umaziɣ, che divenne un inno nazionalista berbero. Questo nuovo gruppo cominciò a prendere coscienza della propria identità e ad affermare la necessità di integrarla all'interno dell'ideologia del movimento nazionalista, che era fondato su un'identità esclusivamente arabo-islamica. Le istanze delle componenti cabile non furono però accolte dai dirigenti nazionalisti di lingua araba.
In seguito alla fondazione del Movimento per il Trionfo delle Libertà Democratiche, i dirigenti nazionalisti, sotto la guida di Messali Hajj, promossero un'identità esclusivamente arabo-islamica dell'Algeria, ostracizzando sempre più la dimensione cabilo-berbera. Queste iniziative aumentarono la polarizzazione tra la componente arabo-islamista e quella cabila, che per di più tendeva al marxismo. L'appello alle Nazioni Unite pronunciato da Messali Hajj nel settembre 1948, in occasione del quale presentò un'identità esclusivamente araba dell'Algeria, dichiarata parte di un Maghreb arabo, scatenò la reazione della componente berberista, che si pronunciò a favore di un'"Algeria algerina". I nazionalisti arabi a loro volta denunciarono le istanze berberiste come un complotto architettato dai colonialisti e di matrice comunista, intraprendendo una repressione verso i berberisti. I dirigenti cabili del movimento nazionalista furono in gran parte emarginati. L'episodio venne definito "crisi berberista". La componente berberista, vessata dalla repressione sia da parte delle autorità coloniali che dal movimento nazionalista, si disperse nel corso degli anni seguenti.

### La riscoperta dell'identità berbera in Francia

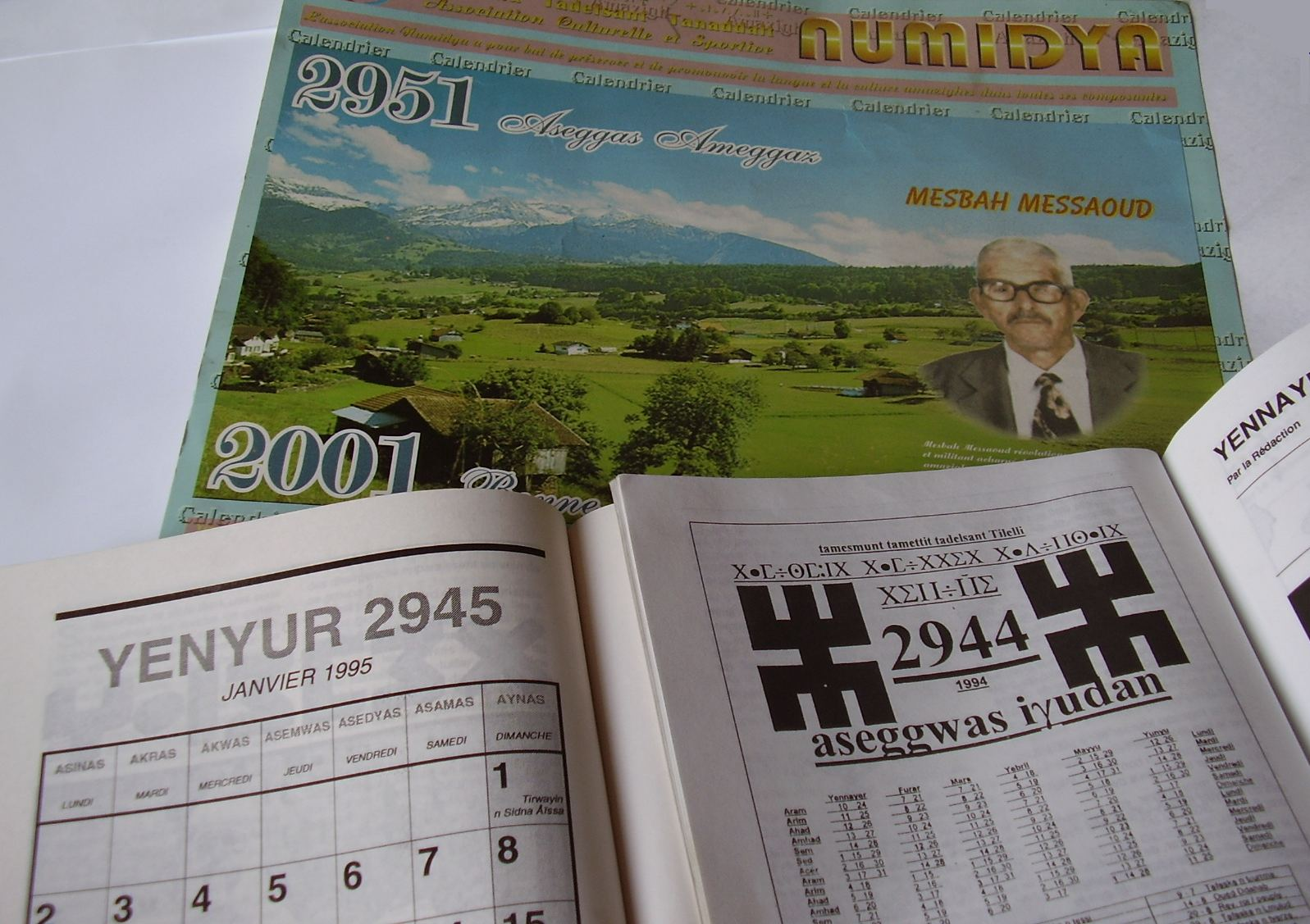
Tre calendari berberi in caratteri berberi latini

Nel corso del XX secolo si stabilì in Francia una cospicua comunità algerina, la maggior parte della quale era di origine berbera: oltre la metà dei 212000 algerini residenti in Francia nel 1954 erano infatti originari della Cabilia. La comunità algerina francese si moltiplicò nel corso degli anni successivi, tanto che nel 1975 la comunità contava 900000 membri, circa un terzo dei quali di origine cabila. La Francia divenne perciò un terreno fertile per la riscoperta dell'identità berbera. Nel marzo 1954 venne fondata a Parigi l'associazione Tiwizi i tmazight, che raccolse intellettuali e sindacalisti berberisti precedentemente membri del movimento nazionalista algerino.
Nel 1967 venne fondata l'Accademia berbera, volta alla promozione della cultura, della storia e di una coscienza identitaria berbera. L'associazione riunì un folto gruppo di personalità berbere del mondo accademico e artistico, per la maggior parte cabili, tra i quali l'antropologo e scrittore Mouloud Mammeri, la cantante Taos Amrouche, l'ufficiale Abdelkader Rahmani e il militante Mohand-Aârav Bessaoud. L'Accademia berbera cercò di espandere la sua influenza culturale tra la comunità cabila francese, promuovendo l'alfabeto neo-tifinagh e distribuendo volantini e pamphlet, che spesso raggiungevano clandestinamente anche la madrepatria. Nel 1968 l'Accademia berbera pose come primo anno del calendario berbero il 950 a.C. per commemorare l'ascesa nell'antico Egitto del faraone Sheshonq I, appartenente all'antica tribù berbera dei Mashuash, considerato un evento significativo che rappresentava l'ingresso dei berberi nella storia. Bessaoud realizzò la bandiera berbera, costituita da tre bande orizzontali di colore blu, verde e giallo, con il simbolo neo-tifinagh ⵣ in rosso al centro.
Nel 1972 un gruppo di studenti universitari fuoriusciti dall'Accademia berbera in quanto in disaccordo con la politicizzazione delle sue attività, fondarono il Groupe d'Études Berbères, con l'obiettivo di conquistare una legittimità accademica e scientifica per lo studio della lingua berbera, attraendo l'interesse di intellettuali francesi quali Ernest Gellner, Pierre Bourdieu, Germaine Tillion e Lucette Valensi. Tra le attività del gruppo vi fu la pubblicazione di riviste quali il Bulletin d'études Berbères e Tisaruf e l'organizzazione di attività teatrali e musicali. Importanti contributi alla riscoperta dell'identità berbera furono dati da Gabriel Camps, che fondò l'Encyclopédie berbère, e da Mouloud Mammeri, il cui impegno in ambito letterario, poetico e accademico divenne un punto di riferimento per la gioventù cabila.

### Lo sviluppo del berberismo in Algeria
In seguito all'indipendenza dell'Algeria la classe dirigente del Fronte di Liberazione Nazionale, guidata da Ahmed Ben Bella, promosse un'identità nazionale arabo-islamica e dal punto di vista ideologico fece riferimento al socialismo arabo. Venne effettuata una massiccia arabizzazione del sistema scolastico e amministrativo, volta a sradicare il dominio della lingua francese nella società algerina e che impedì ogni tentativo di riconoscimento della lingua berbera. Per ovviare alla scarsità di insegnanti scolarizzati in lingua araba, vennero importati migliaia di insegnanti da Egitto e Siria, molti dei quali erano simpatizzanti dei Fratelli Musulmani e conseguentemente convinti della superiorità dell'arabo classico; si venne così a creare una polarizzazione tra questi ultimi e la classe media berbera cabila, francofona e laica, dominante nella pubblica amministrazione.
Tra gli anni 1960 e 1970, malgrado l'iniziale contrarietà del governo algerino, Mouloud Mammeri insegnò lingua berbera ed etnologia all'Università di Algeri, dando impulso alla nascita di una nuova generazione di etnologi e antropologi cabili che concentrarono i loro studi sulla società rurale. La riscoperta dell'identità berbera si estese nel corso degli anni 1970 alla classe intellettuale cabila, che costituì nei suoi luoghi di incontro, come nei caffè, nei ristoranti e negli alberghi, aree dearabizzate, nelle quali le lingue utilizzate erano esclusivamente il berbero e il francese. Le partite della Jeunesse Sportive de Kabylie divennero un'occasione per esprimere l'orgoglio berbero e nei licei e nelle università comparvero i primi embrioni del Movimento Culturale Berbero. In ambito musicale si affermò una forte sensibilità verso il tradizionale ambiente rurale cabilo, evocato prima da Taos Amrouche e Slimane Azem e poi da una nuova generazione di cantanti, tra i quali Lounis Ait Menguellet, Lounès Matoub e Ferhat Mehenni. In particolare conobbe un ampio successo la canzone A Vava Inouva di Idir.

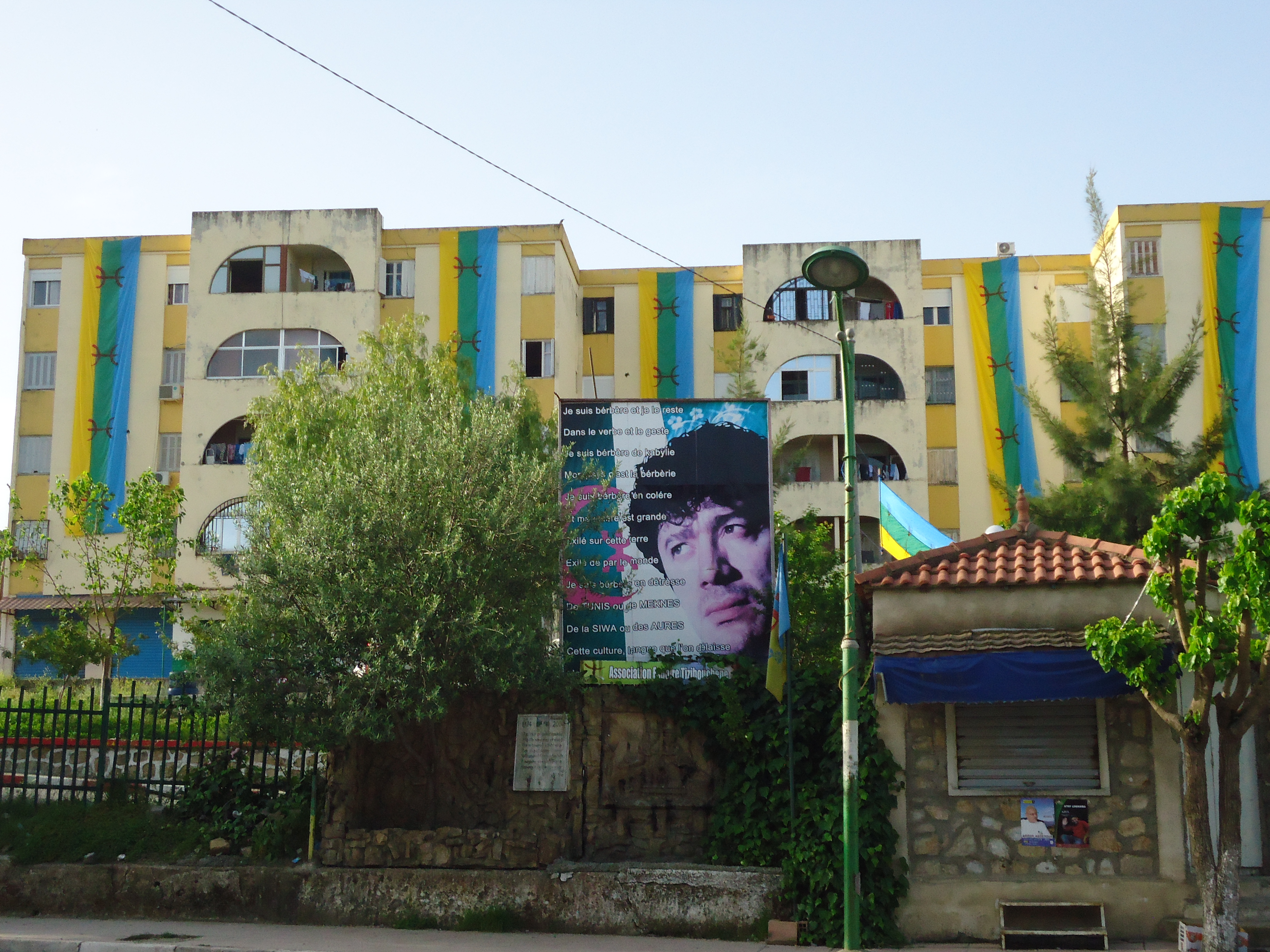
Murale ad Azazga in occasione dell'anniversario del 2016 della primavera berbera

Nella società cabila si diffuse un nuovo fermento culturale: nel 1974 in occasione di un festival musicale il pubblico manifestò contro la decisione di sostituire i cantanti berberi con cantanti arabi; nel 1977 in occasione di una partita disputata ad Algeri i tifosi della Jeunesse Sportive de Kabylie coprirono l'inno nazionale algerino con slogan quali "a bas les arabes" ("abbasso gli arabi"), "imazighen, imazighen" ("berberi, berberi") e "vive la Kabilye" ("viva la Cabilia"). Lo Stato reagì reprimendo gli ambienti berberisti: impose alla Jeunesse Sportive de Kabylie di cambiare il nome, rimuovendo l'espressione Kabylie, limitò l'influenza del Fichier de documentation berbère dei Padri Bianchi, sospese svariati canali radiofonici cabili, fece chiudere le attività fondate da Mammeri all'Università di Algeri, arrestò centinaia di attivisti colti in possesso di materiale dell'Accademia berbera e represse l'identità berbera in ambito musicale e culturale.
Le tensioni tra lo Stato e i berberisti aumentarono nel 1979, nell'ambito di una sempre maggiore arabizzazione del sistema scolastico e universitario, ma il culmine si raggiunse nel marzo 1980, quando le autorità annullarono all'ultimo momento una conferenza di Mammeri sulla poesia cabila antica all'Università di Tizi Ouzou. Centinaia di studenti protestarono contro tale decisione. Scioperi e manifestazioni furono poi indetti nel resto della Cabilia e ad Algeri, coinvolgendo non solo studenti, ma anche lavoratori, imprenditori e professionisti. Il 20 aprile la polizia assaltò vari dormitori, una fabbrica e un ospedale, scontrandosi con i manifestanti. Gli eventi, che presero il nome di "primavera berbera", attirarono l'attenzione dei media francesi e delle organizzazioni internazionali per i diritti umani. Il governo decise progressivamente di agire con condiscendenza nei confronti dei berberisti, rilasciando gli attivisti arrestati e promettendo la fondazione di un dipartimento dedicato agli studi berberi all'Università di Tizi Ouzou.
L'introduzione del multipartitismo in Algeria a partire dalla fine degli anni 1980 aprì nuove prospettive per il Movimento Culturale Berbero, emerso dopo gli eventi della primavera berbera. Le rivendicazioni berberiste e quelle per i diritti umani cominciarono a convergere, trovando gran parte dell'appoggio in Cabilia. Il sostegno elettorale in Cabilia si raccolse principalmente attorno a due partiti, entrambi berberisti: il Fronte delle Forze Socialiste, formazione di ispirazione socialdemocratica fondata nel 1963 da Hocine Aït Ahmed, e il Raggruppamento per la Cultura e la Democrazia, di ispirazione liberale e fondato nel 1989 da membri del Movimento Culturale Berbero guidati da Saïd Sadi. Entrambi i partiti individuarono obiettivi nazionali, evitando un'agenda politica regionalista. I due partiti dominarono la politica in Cabilia nel corso dei decenni seguenti; in occasione delle elezioni locali e nazionali del 1990 e del 1991 la Cabilia fu una delle regioni dove il Fronte Islamico di Salvezza ottenne i risultati più bassi. Il Raggruppamento per la Cultura e la Democrazia adottò posizioni favorevoli alla laicità, in opposizione all'islamismo sempre più popolare nel resto dell'Algeria. Il berberismo si diffuse nel corso degli anni seguenti nelle zone rurali della Cabilia grazie all'impegno di studenti e attivisti del Movimento Culturale Berbero, che svolsero un ruolo fondamentale nel ristrutturare la vita politica e sociale dei villaggi e nel costruire una solida base di appoggio alle proprie rivendicazioni.
Malgrado limitate concessioni, tra le quali la fondazione di dipartimenti universitari e di un canale televisivo in lingua berbera, nel gennaio 1991 lo Stato algerino adottò una legge che rafforzò la politica di arabizzazione. Nel 1994 Ferhat Mehenni, allora esponente di spicco del Movimento Culturale Berbero, indisse un boicottaggio delle scuole in Cabilia, volto a rivendicare il riconoscimento della lingua berbera. Il successo degli islamisti del Fronte Islamico di Salvezza nella politica e nella società algerine e il conseguente scoppio della guerra civile convinsero il governo a individuare i berberisti, fermamente laici, come possibili alleati. Perciò a partire dal 1994 il governo espresse il suo sostegno all'identità berbera, annunciando la fondazione del Haut-commissariat à l'amazighité, incaricato di introdurre la lingua berbera in ambito educativo e mediatico. Nel 1995 l'identità berbera venne riconosciuta dalla costituzione come una delle componenti dell'identità nazionale, insieme a quella islamica e araba. L'assassinio del cantante laico e berberista Lounès Matoub nel 1998 provocò una grande protesta berberista, con oltre 100000 manifestanti raggruppatisi in occasione del funerale, i quali espressero la loro opposizione al governo e all'identità araba dello Stato.

### La diffusione del berberismo in Marocco
La diffusione del berberismo in Marocco fu favorita dal fatto che il movimento nazionalista marocchino (in particolare la formazione principale, l'Istiqlal) rimase legato prevalentemente alla borghesia urbana e arabofona di Fès e Rabat, sviluppando un'agenda nazionalista araba. I notabili berberi delle regioni rurali rimasero per la gran parte esclusi dal partito, confluendo in seguito all'indipendenza del paese nel Movimento Popolare, il quale appoggiò il re. Lo Stato marocchino, a differenza di quanto avvenuto nella vicina Algeria, non adottò un approccio eccessivamente repressivo nei confronti dell'identità berbera, tollerandone alcune limitate espressioni in ambito culturale. Importante contributo alla formazione del berberismo marocchino fu dato da Mohamed Chafik, che tra il 1963 e il 1965 scrisse vari articoli sul patrimonio culturale berbero. La riscoperta dell'identità berbera si verificò soprattutto nella comunità accademica berbera di Rabat, originaria soprattutto del Sous. Nel 1967 venne fondata l'AMREC, una delle prime associazioni berberiste marocchine, diretta da Brahim Akhiat. Nel movimento berberista marocchino confluirono perlopiù intellettuali disillusi dagli ideali panarabisti della sinistra marocchina. Vari gruppi musicali espressero nel corso degli anni 1970 la propria identità berbera, tra questi gli Ousmane. Il berberismo marocchino tra gli anni 1960 e 1970 si poneva soprattutto in contrapposizione all'élite fassi, a causa del suo orientamento arabo-islamico e della sua ostilità all'identità berbera.
La questione berbera in Marocco cominciò a emergere soprattutto a partire dagli anni 1980: in seguito ad alcuni accesi dibattiti in parlamento relativi all'arabizzazione attuata dallo Stato marocchino nel corso degli anni precedenti, membri del Movimento Popolare costituirono un gruppo parlamentare favorevole alla preservazione del patrimonio culturale berbero. Mohamed Chafik, allora direttore del Collegio Reale, su incarico del ministero dell'interno redasse un rapporto sulla questione berbera, nel quale propose la fondazione di un istituto e di un dipartimento universitario dedicati allo studio sulla lingua berbera. La proposta venne approvata dal parlamento nel 1979, anche se il progetto venne poi di fatto abbandonato. L'iniziativa incoraggiò gli intellettuali berberi a sviluppare un dibattito pubblico relativo alla questione. La primavera berbera scoppiata in Algeria nel marzo 1980 contribuì a diffondere una coscienza identitaria berbera tra la classe intellettuale berbera marocchina. Tra le principali riviste che comparvero nel 1980 si distinse in particolare Amazigh. Nell'agosto 1980 l'AMREC organizzò ad Agadir un seminario accademico che accolse ricercatori e intellettuali, volto a intavolare un dibattito relativo all'identità berbera; in tale occasione venne sottolineato il valore dispregiativo del termine "berbero" (considerato derivato da "barbaro"), al quale si preferì l'endonimo "amazigh". Lo Stato reagì reprimendo il movimento berberista, del quale temeva una deriva politica; le associazioni berbere vennero costrette a sospendere le proprie attività nel corso degli anni 1980. Vari attivisti berberisti, tra i quali Ahmed Boukous, Ali Sidqi Azaykou, Hassan Idbelkassem, fondatore dell'associazione Tamaynut, Ouzzin Aherdane e Ahmed Bouskoul, dovettero affrontare arresti o limitazioni delle proprie libertà.
A partire dagli anni 1990 le condizioni critiche dell'economia marocchina, le conseguenti tensioni sociali e la pressione internazionale costrinsero lo Stato a intraprendere riforme sociali e a migliorare l'immagine del Marocco all'estero per quanto riguardava i diritti umani. Il processo di liberalizzazione politica favorì l'emergere di associazioni politiche e culturali nella società civile. Il movimento berberista colse l'occasione per riorganizzarsi, stabilendo svariate conferenze e dimostrazioni e fondando una serie di giornali e riviste. Le idee del movimento, fino ad allora limitate al ceto intellettuale, cominciarono a diffondersi anche tra i ceti popolari berberi, in particolare tra gli studenti e tra la gioventù urbana. Le istanze del movimento cominciarono ad assumere connotati politici. Nel 1991 sei associazioni redassero la Carta di Agadir, che raccolse le richieste del movimento berberista e affermò l'identità berbera del Maghreb, criticando e denunciando il dominio esclusivamente arabo-islamico in ambito culturale, sociale e politico. La carta stabilì in particolare la necessità di standardizzare e riconoscere il berbero come lingua ufficiale accanto all'arabo e di favorirne l'integrazione in ambito educativo e mediatico.
Nel 1991 l'associazione Tamaynut tradusse in berbero la dichiarazione universale dei diritti umani e venne invitata dalle Nazioni Unite a partecipare a una conferenza internazionale dei diritti umani. Tamaynut, insieme ad altre otto associazioni, decise di enfatizzare in ambito internazionale lo status dei berberi come minoranza indigena, posizione che non venne appoggiata dall'AMREC, orientata invece alla valorizzazione di un'identità berbera condivisa da tutto il Marocco, rigettando quindi il concetto di minoranza etnica. Nel 1993 le associazioni berberiste fondarono un consiglio di coordinamento nazionale e vennero fondate numerose riviste in lingua berbera, tra queste Tamount, fondata da Brahim Akhiat nel 1994 in rappresentanza dell'AMREC, Tamazight, fondata da Ahmed Adghirni nel 1995, e Le Monde Amazigh, fondata nel 2001 da Rachid Raha. Il clima di tolleranza affermatosi in Marocco favorì la nascita di centinaia di associazioni culturali berbere nel corso degli anni seguenti e vennero avviati contatti e iniziative transnazionali con i gruppi berberisti attivi in Algeria e in Francia.
La tolleranza delle autorità fu però in gran parte limitata al solo ambito culturale e accademico, mentre numerosi episodi confermarono la diffidenza dello Stato nei confronti del berberismo militante. Nel maggio 1994 sette attivisti dell'associazione Tilelli furono arrestati e processati per aver esposto striscioni in caratteri neo-tifinagh che chiedevano il riconoscimento ufficiale della lingua berbera. Quattro dei sette attivisti vennero rilasciati, mentre i rimanenti tre furono multati e condannati a pene detentive. L'evento generò una vasta mobilitazione e oltre 400 avvocati si offrirono di difendere i tre attivisti, che vennero rilasciati poco dopo. Le autorità governative di decisero a fare maggiori concessioni: il primo ministro Abdellatif Filali annunciò l'inclusione di trasmissioni in berbero nelle reti televisive nazionali, mentre re Hasan II promise nel suo discorso del 20 agosto 1994 di introdurre il berbero nel sistema educativo, in nome della preservazione dell'identità marocchina. Lo Stato tramite queste iniziative volle prevenire una deriva radicale del movimento, il quale veniva comunque percepito come moderato, a differenza delle forze islamiste, che nella vicina Algeria avevano ottenuto un largo consenso. Negli anni seguenti pochi furono tuttavia gli impegni concreti nell'introdurre la lingua berbera in campo educativo e sociale. I berberisti denunciarono la sempre crescente arabizzazione dei toponimi locali oltre a una legge del 1996 che vietò ai genitori di adottare per i propri figli prenomi berberi o stranieri.

### La questione berbera nel XXI secolo

#### Algeria

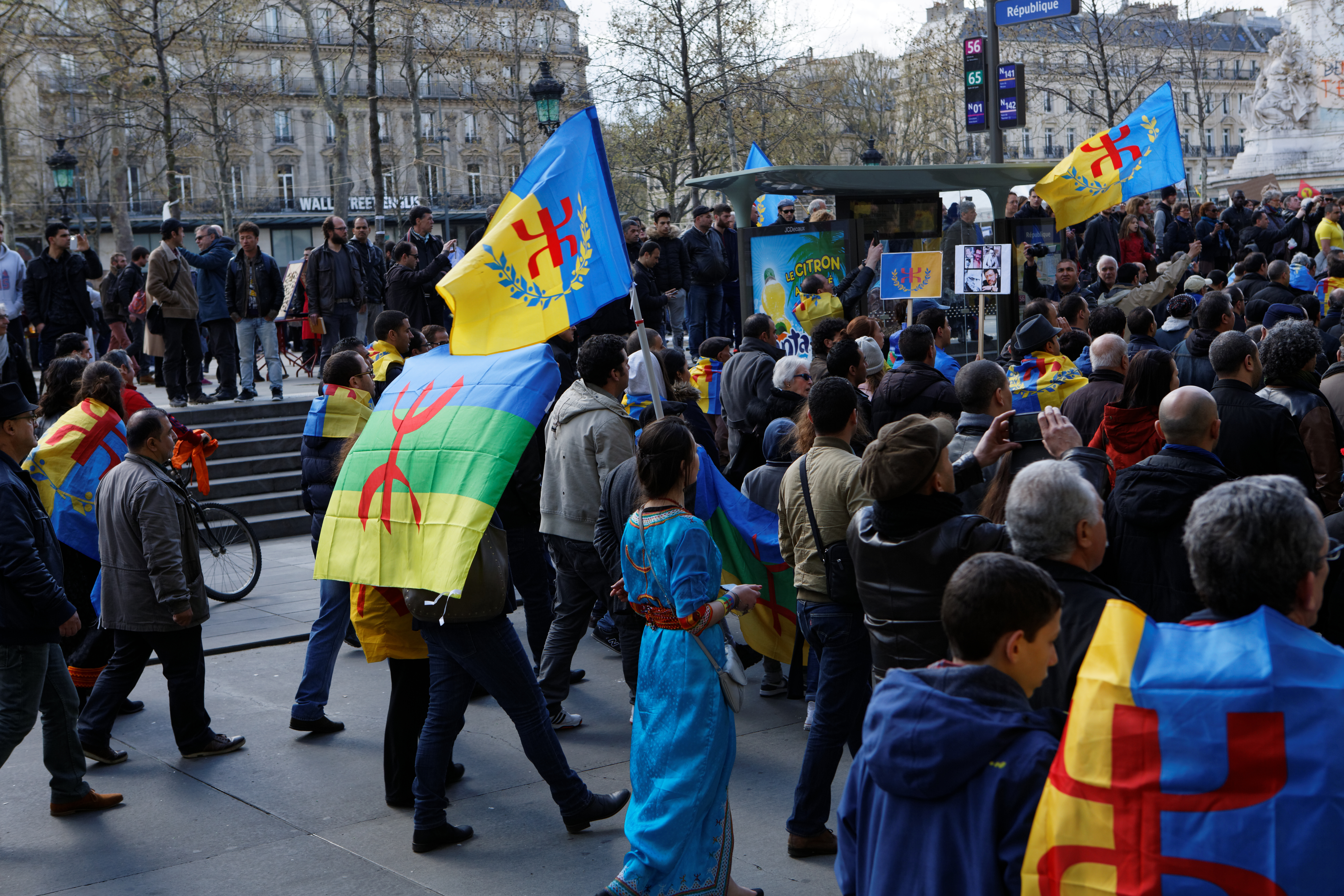
Dimostrazione berberista cabila a Parigi, aprile 2016

L'attivismo militante berberista in Algeria riemerse in occasione della primavera nera del 2001, scoppiata in seguito all'omicidio da parte della polizia di Massinissa Guermah, un giovane ragazzo cabilo. Il sostegno di gran parte dell'elettorato cabilo al Fronte delle Forze Socialiste e al Raggruppamento per la Cultura e la Democrazia, attivi principalmente nella sola Cabilia, aveva comportato l'isolamento politico della regione, aggravato da una difficile situazione economica. Si era inoltre venuta a formarsi un'alienazione di buona parte della società cabila nei confronti della politica, il ché favorì l'emergere del movimento civico degli aarch. Le tensioni sociali e politiche favorirono una grande partecipazione alle mobilitazioni avviate nei mesi seguenti. Le rivendicazioni dei manifestanti vennero raccolte nella Piattaforma El Kseur. Le marce indette dai comitati di villaggio videro la partecipazione di centinaia di migliaia di persone. Il governo decise quindi di riconoscere il berbero come lingua nazionale.
In seguito agli eventi della primavera nera, accanto al berberismo algerino tradizionale, contraddistinto da programmi in favore di un'Algeria berbera, e contrari a derive particolariste o secessioniste, emersero gruppi che promuovevano un programma regionalista che esaltava l'identità cabila. Nell'agosto 2001 il cantante Ferhat Mehenni annunciò la fondazione del Movimento per l'autonomia della Cabilia, accusando al contempo i tradizionali partiti berberisti attivi anche nel resto dell'Algeria di inefficacia nell'attuare riforme su scala nazionale e nell'attrarre un sostegno significativo nelle regioni arabofone. Mehenni propose quindi di concentrare le attività politiche riformiste all'interno della sola Cabilia. L'iniziativa venne sostenuta anche dal linguista Salem Chaker. La nuova formazione politica conobbe un significativo appoggio tra la comunità cabila residente in Francia, mentre in Cabilia la politica continuò a perseguire obiettivi nazionali.

#### Marocco

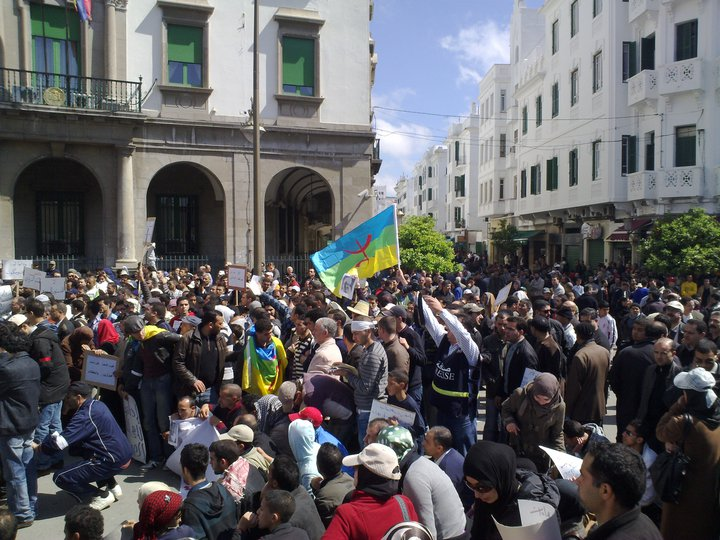
Membri berberisti del Movimento del 20 febbraio manifestano a Casablanca, 20 aprile 2011

In Marocco Muhammad VI, asceso al trono nel 1999, promise una serie di riforme politiche e sociali, venendo incontro anche al movimento berberista. Pochi mesi dopo la sua ascesa al trono il re visitò la regione del berbera del Rif, una delle più marginalizzate del paese, e rese omaggio a Abd el-Krim, eroe della guerra del Rif, figura popolare tra i giovani berberi marocchini e mai pienamente accolta dai nazionalisti arabi. Nel 2000 oltre 200 intellettuali e attivisti firmarono il Manifesto berbero, il quale rivendicava una concreta integrazione della lingua berbera in ogni ambito della società marocchina, denunciando inoltre le politiche di marginalizzazione nei confronti delle regioni berbere. Gli eventi della primavera nera nella vicina Algeria videro un cospicuo seguito e appoggio in Marocco, dove gli attivisti organizzarono marce e dimostrazioni per esprimere la loro contrarietà a un Marocco arabo. Nel corso degli anni 2000 le idee berberiste conobbero una sempre maggiore diffusione tra i giovani berberi delle città e un importante ruolo in questo fenomeno fu ricoperto dalla musica; uno dei gruppi musicali a distinguersi nella promozione dell'identità berbera furono gli Izenzaren.
Il sovrano annunciò nel luglio 2001 la fondazione dell'IRCAM, istituto incaricato della promozione della cultura berbera e della standardizzazione del berbero. L'iniziativa venne accolta in modo eterogeneo all'interno del movimento berberista: molti attivisti accolsero il progetto con entusiasmo, mentre molti altri lo criticarono, considerandolo una strategia dello Stato per controllare il movimento. La condiscendenza del palazzo reale nei confronti dei berberisti era dovuta alla necessità di ampliare il consenso nella società, in un'ottica di contrasto agli islamisti. L'ala più radicale del movimento berberista decise quindi di creare un nuovo partito politico per promuovere le istanze berberiste. Nel 2005 venne fondato il Partito Democratico Amazigh Marocchino, sciolto poi dalle autorità in quanto il suo programma politico venne considerato etnocentrico.

#### Durante e dopo la primavera araba
Durante la primavera araba del 2011 i berberisti furono particolarmente attivi nel promuovere le loro rivendicazioni, unendosi alle manifestazioni per le riforme politiche e sociali. In Marocco parteciparono al Movimento del 20 febbraio, che ebbe tra le proprie richieste principali il riconoscimento del berbero come lingua ufficiale accanto all'arabo. Tale richiesta verrà accolta e il berbero venne riconosciuto come lingua ufficiale dalla nuova costituzione approvata nel 2011. In Algeria le rivendicazioni berberiste furono promosse dal Raggruppamento per la Cultura e la Democrazia, mentre in Tunisia la caduta del regime di Ben Ali incoraggiò la comunità berberofona tunisina a impegnarsi anch'essa nel rivendicare i propri diritti culturali. In Libia, in particolare nel Gebel Nefusa, l'identità berbera venne riscoperta in occasione della rivoluzione del 2011 contro il regime di Gheddafi, che nei decenni precedenti aveva perseguitato gli attivisti berberisti libici, il principale dei quali fu Said Sifaw, e represso l'identità berbera. Nel 2016 l'Algeria riconobbe il berbero come lingua ufficiale.

## Posizioni e iniziative politiche

### Il sostegno alla laicità
Il movimento berberista sia in Marocco che in Algeria entrò spesso in contrasto con i movimenti islamisti che si svilupparono a partire dagli anni 1970. A partire dagli anni 1990 lo Stato marocchino, per ampliare il proprio consenso nella società civile nell'ottica di un contrasto agli islamisti, cominciò ad accogliere le istanze del movimento berberista. L'attivista islamista marocchino Abdesslam Yassine in un suo libro mosse alcune obiezioni al berberismo politico, dichiarando che molte delle sue espressioni fossero il risultato di uno sforzo dell'Occidente di promuovere divisioni etniche e una cultura laica. Mohamed Chafik ribadì in risposta che la laicità e la promozione dell'identità berbera non equivalessero a un rigetto dell'islam.
Il contrasto con gli islamisti fu anche relativo al sostegno di questi ultimi alla superiorità dell'arabo classico rispetto alle lingue locali, posizione fortemente criticata dal filosofo laico e berberista Ahmed Aassid. La tensione tra i due movimenti raggiunse il culmine nel 1999, quando a Casablanca venne avviata una traduzione del Corano in lingua berbera da parte dello studioso Johadi Lhoucine. L'opposizione dei berberisti all'islamismo politico e la loro partecipazione alla lotta per la democrazia attirò la simpatia della sinistra marocchina nei loro confronti. I berberisti marocchini manifestarono insieme ai gruppi femministi per la riforma del diritto di famiglia, oltre che per la separazione tra Stato e religione. Tuttavia in molti dei discorsi berberisti, come nel Manifesto berbero, furono comunque mantenuti riferimenti all'islam. Un'ulteriore controversia tra i berberisti e gli islamisti è relativa all'alfabeto da adottare per la lingua berbera, con i primi che propugnano l'alfabeto berbero latino o il neo-tifinagh e i secondi che propongono l'alfabeto arabo, considerando le alternative un metodo per avvicinare i berberi all'Occidente.
In Algeria il Movimento Culturale Berbero emerso dalla primavera berbera adottò posizioni fermamente laiche in contrapposizione all'islamismo sempre più popolare nella società algerina. Il Raggruppamento per la Cultura e la Democrazia sostenne lo Stato algerino nella guerra civile che lo oppose agli islamisti. Molti artisti e intellettuali berberi cabili furono attaccati dagli islamisti nel corso della guerra civile, poiché li consideravano simboli di decadenza morale; tra questi vennero assassinati lo scrittore Tahar Djaout e il cantante Lounès Matoub.

### Relazioni con Israele

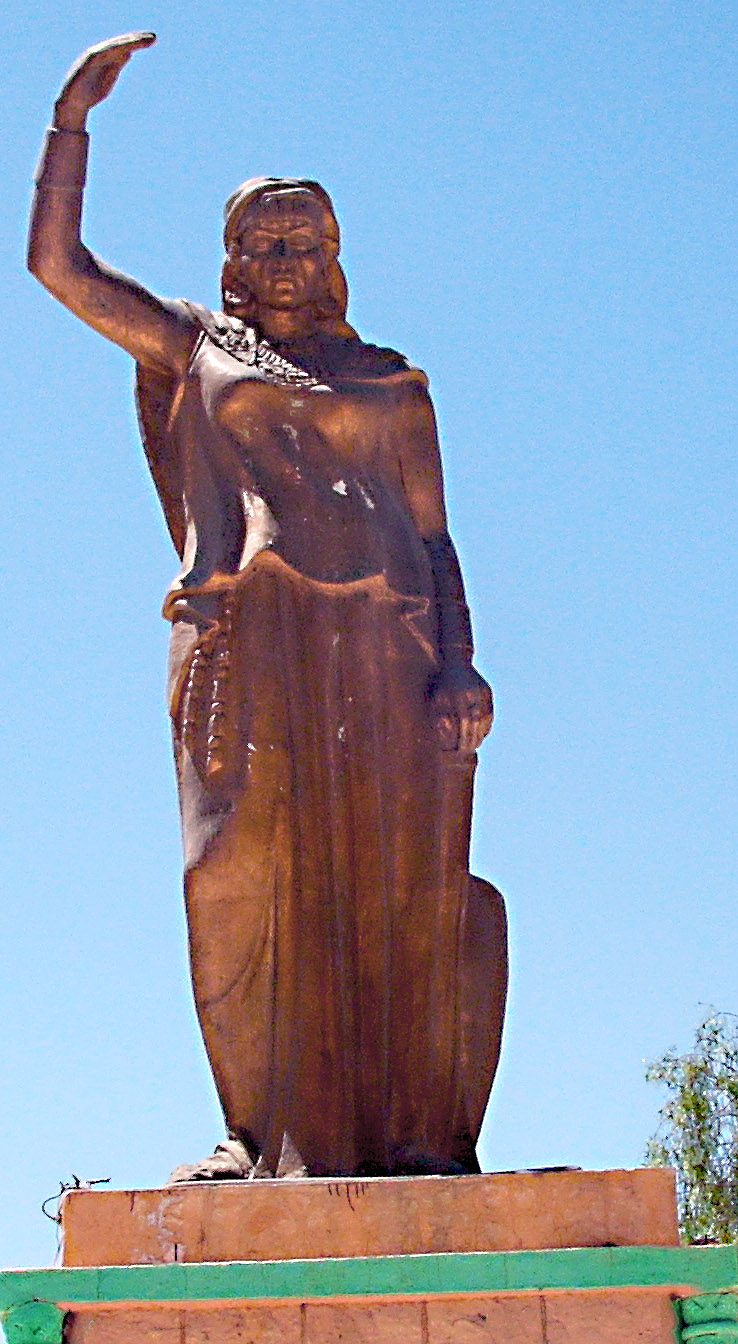
Statua dedicata a Kahina eretta nel 2003 a Khenchela, in Algeria

In seno al movimento berberista, soprattutto in Marocco, è emerso un largo appoggio allo Stato di Israele, visto come un baluardo contro l'egemonia politica e culturale del panarabismo. L'appoggio a Israele è parallelo all'interesse dimostrato verso la storica componente ebraica del Maghreb; molti berberisti individuano in Kahina un'eroina giudeo-berbera e simbolo della lotta dei berberi contro la conquista araba del Nordafrica. Nel 2007 vennero fondate nel Sous due associazioni volte a rafforzare il legame tra l'identità berbera ed ebraica del Marocco e a sostenere il pluralismo dell'identità culturale marocchina. Numerose altre associazioni giudeo-berbere nacquero nel resto del paese. L'appoggio al retaggio ebraico del Maghreb venne espresso dall'attivista berberista Ahmed Adghirni sul canale televisivo al-Alam, in un dibattito con uno scrittore algerino dichiaratosi antisionista. Le associazioni berberiste vennero spesso criticate sia dalle forze islamiste che da quelle di sinistra per non aver dimostrato il proprio appoggio alla causa palestinese. In risposta a queste critiche Ahmed Aassid fece riferimento alla natura antisemita di molte delle manifestazioni in sostegno alla lotta palestinese, oltre al monopolio che gli islamisti e i nazionalisti arabi esercitavano in esse, che portavano gran parte del movimento berberista a volersene allontanare.

### Iniziative transnazionali
Nel corso degli anni 1990 furono avviate da parte delle associazioni culturali berbere iniziative volte a costituire un'organizzazione berberista transnazionale. L'enfatizzazione dell'identità berbera in ambito internazionale e del concetto di "Tamazgha" avvenne anche nell'ambito del cinema. Nell'agosto 1994 decine di associazioni berberiste parteciparono al Festival de Cinéma a Douarnenez, in Bretagna, dove espressero il proprio appoggio alle rivolte dei tuareg in Mali e in Niger. In occasione di tale festival nacque il primo embrione del Congresso mondiale amazigh, che venne poi fondato ufficialmente nel 1997: il primo congresso si tenne nel mese di agosto a Tafira, nelle Isole Canarie, e riunì decine di associazioni berbere attive nei paesi del Maghreb, in Europa e in Nordamerica. Il congresso venne tenuto negli anni seguenti a intervalli regolari in Europa e nel 2005 si tenne nel Rif, in Marocco.  Il progetto fu volto allo sviluppo di una coscienza berbera che travalicasse i confini nazionali, processo che fu facilitato dalla diffusione di internet. Molti berberisti in questo contesto rivendicarono la revisione della storia del Maghreb e la ridefinizione della sua identità affinché si riservasse maggior spazio per la sua componente berbera, in modo da limitare i legami culturali e politici con il Medio Oriente.